# Brice Gertoux
Brice Gertoux est un homme politique français né le 13 mai 1744 à Ancizan (Hautes-Pyrénées) et décédé le 25 janvier 1812 à Campan (Hautes-Pyrénées).

## Biographie
Homme de loi à Tarbes, il est député des Hautes-Pyrénées de 1791 à 1798. Il vote pour la réclusion de Louis XVI et passe au Conseil des Cinq-Cents le 22 vendémiaire an IV. Il quitte cette assemblée en l'an VII.